# Mordechai Shatner
Pour les articles homonymes, voir Shatner.
Mordechai Shatner (en hébreu : מרדכי שטנר) est un homme politique israélien.

## Biographie
Il est né à Sniatyn, en Galicie, Pologne, Autriche-Hongrie maintenant Ukraine.
Il s'installe en Palestine mandataire en 1924. Il rejoint le groupe le Bataillon du Travail au kibboutz Ein Harod. Entre la Première Guerre mondiale et la Seconde Guerre mondiale il travaille en Europe. Durant la Seconde Guerre mondiale, il est en Angleterre et rejoint l'Agence juive.
En 1946, il retourne en Palestine mandataire, il rejoint l'Haganah et est arrêté lors de l'opération Agatha.
En 1948, il fut parmi les signataires de la Déclaration d'indépendance de l'État d'Israël.
Après l'indépendance il est membre fondateur du Mémorial de Yad Vashem et devient membre de la Cour suprême d'Israël. Il est membre fondateur de la ville de Nazareth Illit.